# Zoot (album Argo)
Zoot è un album di Zoot Sims, pubblicato dalla Argo Records nel 1956 (o) 1957. Il disco fu registrato il 12 ottobre 1956 allo Studio Capitol di New York (Stati Uniti).

## Tracce
Lato A
1. 920 Special – 4:50 (Earle Warren)
2. The Man I Love – 5:13 (George Gershwin, Ira Gershwin)
3. 55th and State – 4:40 (Zoot Sims)
4. Blue Room – 5:05 (Richard Rodgers, Lorenz Hart)

Lato B
1. Gus's Blues – 4:20 (Gus Johnson)
2. That Old Feeling – 5:34 (Lew Brown Sammy Fain)
3. Bohemia After Dark – 3:34 (Oscar Pettiford)
4. Woudy'n You – 5:20 (Dizzy Gillespie)

## Musicisti
- Zoot Sims - sassofono tenore, sassofono alto
- John Williams - pianoforte
- Knobby Totah - contrabbasso
- Gus Johnson - batteria[4]